# Achyra occidentalis
Achyra occidentalis là một loài bướm đêm trong họ Crambidae.